# 水亜鉛銅鉱
水亜鉛銅鉱(すいあえんどうこう、Aurichalcite)は、銅や亜鉛の鉱床で、通常、二次鉱物として見られる炭酸塩鉱物である。化学式は、(Zn,Cu)5(CO3)2(OH)6である。亜鉛と銅の比は、約5:4である。

## 発生
典型的には、銅及び亜鉛の鉱床の酸化帯で見られる。共生鉱物には、亜鉛孔雀石、菱亜鉛鉱、異極鉱、水亜鉛鉱、孔雀石、藍銅鉱等がある。
1839年にBottgerが初めて記載し、「山の真鍮」または「山の銅」を意味するギリシア語のόρειχαλκος、また失われたアトランティス大陸の神話で言及される伝説の金属オリハルコンに因んで命名した。模式産地は、ロシア西シベリアのLoktevskoye鉱山である。

## 結晶
しばしば厚膜状の柱状結晶となる。結晶構造は、単斜晶系である。